# Hattersdorf
Hattersdorf ist ein Gemeindeteil der oberfränkischen Stadt Seßlach im Landkreis Coburg.

## Geographie
Hattersdorf liegt etwa zwölf Kilometer südwestlich von Coburg rechts der Rodach. Die Staatsstraße 2204 von Seßlach nach Dietersdorf führt an dem Ort vorbei. Etwa ein Kilometer nördlich liegt die unbewohnte Einöde Aumühle.

## Geschichte
Die erste urkundliche Erwähnung als „Hartiratisdorf“ war zwischen 1087 und 1102 im Rahmen von Weizenlieferungen für das Domstift Bamberg. Die nächste Nennung erfolgte im Jahr 1135. Eine weitere Nennung war 1291, als das Kloster Langheim eine Hube in Harttersdorf erwarb. Die Langheimer Besitztümer verwaltete das Klosteramt Tambach.
Im Januar 1806 nahm Graf Joseph Carl die Tambacher Lande, zu denen auch Hattersdorf gehörte, als reichsunmittelbare Grafschaft Ortenburg-Tambach in Besitz. Im Oktober 1806 wurde die Grafschaft mediatisiert. Von Dezember 1806 bis 1814 gehörte Hattersdorf als Teil des Tambacher Landes zum Großherzogtum Würzburg. Nach dessen Auflösung wurde das Herrschaftsgericht Tambach dem Mainkreis zugeordnet. 1862 erfolgte die Eingliederung Hattersdorfs in das neu geschaffene bayerische Bezirksamt Staffelstein.
1875 hatte das Dorf 171 Einwohner, 76 Gebäude und 32 Wohnhäuser. In der Gemeinde, aus Hattersdorf und Aumühle bestehend, lebten 176 Personen, von denen 158 zum Kirchsprengel der römisch-katholischen Pfarrkirche in Seßlach gehörten und 18 zu dem der evangelisch-lutherischen Pfarrkirche in Heiligersdorf. 1925 hatte das Dorf 151 Einwohner und 30 Wohnhäuser. In der Gemeinde wohnten 156 Personen, von denen 134 römisch-katholisch und 22 evangelisch-lutherisch waren. Im Jahr 1987 hatte das Dorf 130 Einwohner und 32 Wohnhäuser mit 40 Wohnungen.
Am 1. Juli 1972 wurde der Landkreis Staffelstein aufgelöst. Seitdem gehört Hattersdorf zum Landkreis Coburg. Im Zuge der bayerischen Gebietsreform verlor Hattersdorf am 1. Januar 1978 seine Selbstständigkeit als Gemeinde und wurde wie sein Ortsteil Aumühle ein Gemeindeteil der Stadt Seßlach. Die etwa 1419–1420 erstmals genannte Aumühle wurde Ende des 20. Jahrhunderts abgerissen.

## Einwohnerentwicklung
| Jahr | Einwohnerzahl |
| ---- | ------------- |
| 1875 | 171           |
| 1900 | 155           |
| 1925 | 151           |
| 1950 | 242           |
| 1970 | 142           |
| 1987 | 130           |
| 2015 | 1330.         |
| 2025 | 126           |

## Sehenswürdigkeiten

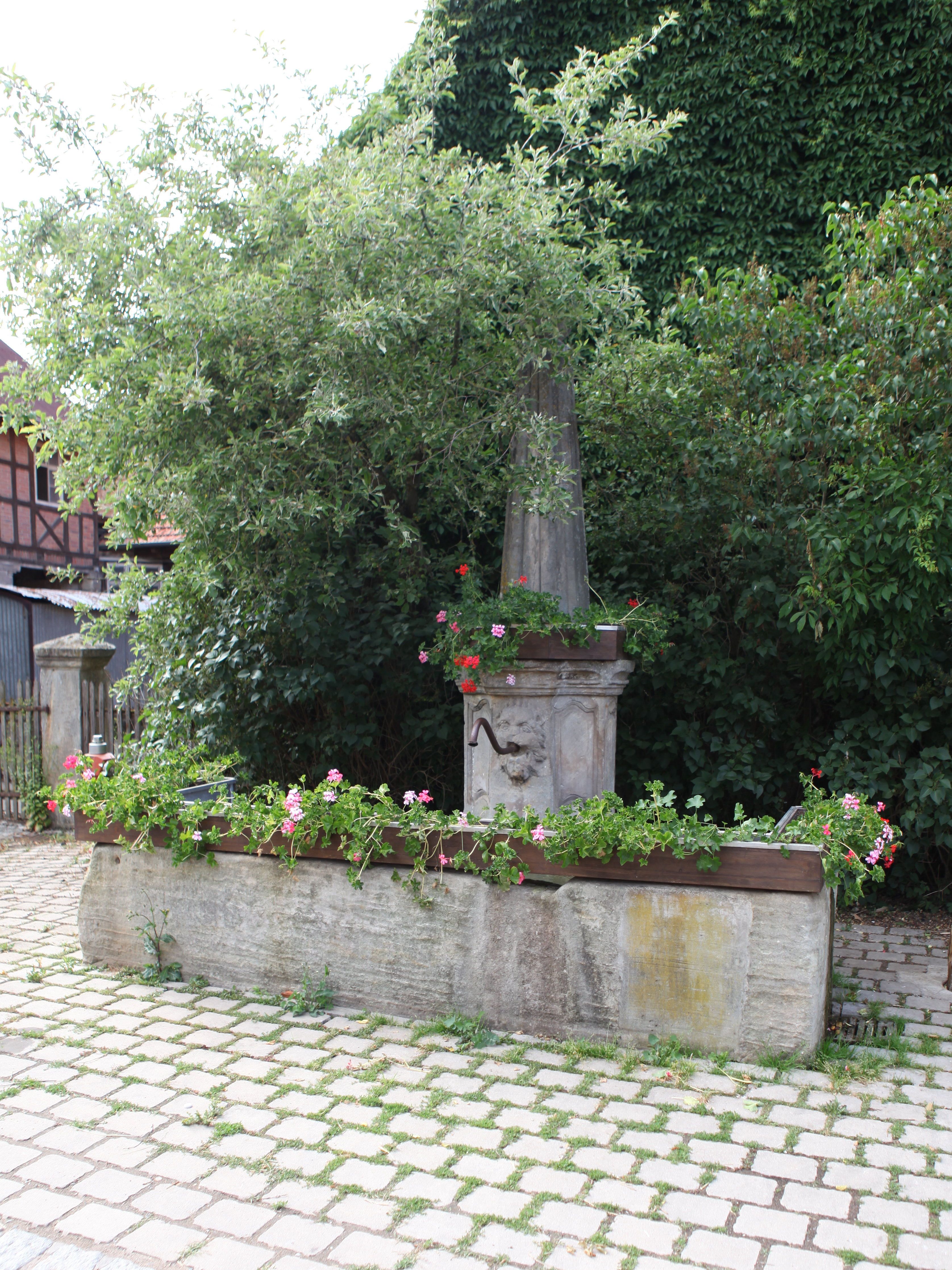
Dorfbrunnen

Der Dorfbrunnen ist ein Werk des Bamberger Bildhauers Michael Trautmann und entstand 1787. Er stand bis 1806 im Tambacher Schlosshof. Neben der achtseitigen Pyramide befanden sich zwei Steinfiguren, die verloren gegangen sind.
In der Liste der Baudenkmäler in Hattersdorf sind weitere Baudenkmäler aufgeführt.